# Quae ad Nos
Quae ad Nos, en español "Las [noticias] que Nos [llegan]", es la octogésima cuarta encíclica del papa León XIII, fechada el 22 de noviembre de 1902. En esta breve encíclica se dirige a los obispos de Bohemia y Moravia, sobre los problemas de la Iglesia católica en esas regiones.

## Contexto histórico
La integración de Bohemía y Moravia en el Imperio austrohúngaro estuvo desde su inicio (1867) envuelta en tensiones pues los Artículos de 1871, que dieron una mayor autonomía a esta parte del imperio, no llegaron a satisfacer a los nacionalistas checos. De hecho, se suponía que las modificaciones que contenían esos artículos deberían ser ratificadas por una Dieta conjunta de las tres coronas checas, pero la Dieta de Moravia estuvo de acuerdo solo de forma condicional, y la Dieta de Silesia rechazó rotundamente cualquier medida que implicara su pérdida de autoridad ante una Dieta general.
Esta situación tuvo su reflejo en las disputas lingüísticas entre las distintas etnias, con repercusión también en la vida religiosa, sobre esta cuestión se pronunció León XIII en su encíclica Reputantibus en la que pedía a los obispos de esas regiones que exhortasen a sus fieles para mantener la unidad por encima de la diferencia de lenguas.
Durante los últimos años del Imperio austrohúngaro, por parte del nacionalismo checo se presentaba a la Iglesia católica como un adversario de la nación checa; una actitud que puede explicar el alejamiento por parte del pueblo de la práctica religiosa a la que se refiere el papa en esta encíclica, y que estuvo en el origen en la creación en 1920 de la iglesia huista checa.

## Contenido de la encíclica
El papa expone desde el inicio el motivo de la encíclica:

Quae ad Nos quotidie afferentur nuncia de vestrarum dioecesium statu deque discessione complurium a cathólicorum sacris moerore maximo Nostrum animum tristiriaeua afficiunt
Las noticias que diariamente nos llegan sobre el estado de vuestras diócesis y el alejamiento de un gran número de personas de los ritos y prácticas del catolicismo nos causan gran pena y dolor.
Íncipit, de Quae ad nos

Aunque es sabedor del empeño que ponen los obispos para defender la fe de sus fieles, y consciente de que ese problema no adquiere las mismas características en cada una de las diócesis, como el peligro es común, les pide que actúen de un modo coordinado. 
Por esto, deben comunicarse entre sí las experiencias, reunirse todos los obispos de Bohemia y Moravia, y considerar qué medios comunes deben poner todos y cada uno de sus respectivas diócesis. Le pide, además, que le comuniquen el resultado de esa deliberación, de modo que lo acordado pueda se sancionado por la Santa Sede.  
Concluye pidiendo a Dios que la ayuda de la gracia divina les acompañe en esas deliberaciones, e impartiéndoles a ellos y a sus fieles la bendición apostólica.